# Utlunda
Utlunda är en bebyggelse nordost om Norrtälje i Roslags-Bro socken i Norrtälje kommun. Orten ligger vid Norrtäljeviken, på vägen mellan Norrtälje och Nysättra. Från 2015 avgränsar SCB här en småort.